# Errance de l'ordre de Saint-Jean de Jérusalem
Pour les articles homonymes, voir Errance (homonymie).
L’errance de l'ordre de Saint-Jean de Jérusalem couvre la période qui va du siège de Rhodes à leur installation à Malte. Cette période d'un peu plus de sept ans commence le 1er janvier 1523 et se termine le 25 avril 1530.

## Contexte
Après six mois d'affrontements, les Hospitaliers capitulèrent et durent quitter Rhodes, le 1er janvier 1523, avec les honneurs de la guerre rendus par Soliman. Ils embarquent avec armes, bagages, trésor, archives et reliques (la vierge de Philerme). Les Hospitaliers emmènent, sur une trentaine ou quarantaine de navires, tous leurs blessés et tous les occupants de l'hôpital, ils sont accompagnés de 4 000 à 5 000 Rhodiens qui préfèrent ne pas rester sous la coupe des Ottomans. Le grand maître Philippe de Villiers de L'Isle-Adam, avec sa suite, embarquent sur la grande caraque de l'Ordre, la Santa Maria. Cette caraque va servir au grand maître de couvent pendant toute l'errance sauf quand l'Ordre prendra ses quartiers à Viterbe où la pape Clément VII, un ancien de l'Ordre, va mettre à leur disposition un bâtiment. Une partie des accompagnants va rester à Civitavecchia avec la flotte.

## Périple

### Candie
Ayant quitté Rhodes avec la tempête, ils firent escale en Crète, où ils furent rejoints par Leonard Balestrin, métropolitain latin de Rhodes avec tout son clergé et d'autres Rhodiens, tous chassés de Rhodes par Soliman. Le temps de réparer les avaries, de soigner les plaies et de compter les forces, ils reprirent la mer pour l'Italie, ne voulant pas rester plus longtemps auprès des Vénitiens qui n'avaient pas voulu leur porter secours lors du siège.

### Messine
Les Hospitaliers firent escale à Gallipoli et à Messine pour récupérer des chevaliers et des provisions de guerre restés bloqués en Sicile par le mauvais temps. Après l'enquête qui les disculpa, Philippe de Villiers de L'Isle-Adam les réincorpora dans l'Ordre. Le grand maître demande au pape Adrien VI une bulle interdisant aux chevaliers de s'éloigner de la personne du grand maître.

### Golfe de Bayes
La population se sentant menacée par les malades rhodiens touchés par la peste, les Hospitaliers reprennent la mer pour soigner leurs malades dans un hôpital de fortune qu'ils établissent dans les carrières proches de Cumes.

### Civitavecchia
La mauvaise saison passée, ils prennent la direction de Civitavecchia pour rencontrer le pape mais celui-ci occupé de conclure une ligue avec Charles Quint les cantonne tout l'été à Civitavecchia. Les Hospitaliers tombent mal, ils n'ont plus leur place en Europe alors que la conjoncture internationale ne leur est plus favorable, trois grandes puissances s'affrontent, le Saint-Empire de Charles Quint, le royaume de France de François I et la papauté.

### Rome
Le pape reçoit enfin L'Isle-Adam avec tous les honneurs mais décède peu de temps plus tard à mi-septembre 1523. Les chevaliers de Rhodes reçoivent l'honneur d'être désignés gardiens du conclave. L'Isle-Adam attendra fin novembre pour rencontrer son successeur Clément VII, un chevalier hospitalier prieur de Capoue et premier pape hospitalier.

### Viterbe
En attendant de trouver un point de chute, le pape les héberge à Viterbe dans les États pontificaux à partir de la fin de 1523, leur flotte restant à Civitavecchia. Le grand maître peut quitter la caraque amirale, la Santa Anna, et installer le couvent à Viterbe.
L'Isle-Adam prend rapidement conscience des affrontements qui parcourent l'Europe en pleine guerre d'Italie, la Réforme contre la Chrétienté, le Saint-Empire contre le Royaume de France, la puissance spirituelle contre le pouvoir temporel, et tout cela se recoupait autour de la personne du pape et des États pontificaux. L'Isle-Adam comprend très vite que s'il ne veut pas répéter l'erreur des Templiers, l'avenir des Hospitaliers n'est pas en Europe mais au plus près de son ennemi héréditaire, et il portera tous ses efforts vers une reconquête de Rhodes.
C'est pourquoi toutes les propositions sont écartées, que cela soit la Morée, Cerigo, Souda ou Elbe, sujet de l'opposition des Vénitiens ou encore Minorque, Ischia ou Ponza qui n'enchantent pas les Hospitaliers. L'Isle-Adam délégua des ambassadeurs, Don Diego de Toledo et Grabriele Tadino à Madrid auprès de l'empereur. Ceux‑ci reviennent avec une proposition qui englobait Malte et Tripoli. Les conditions d'inféodation étaient trop dures pour que L'Isle-Adam puisse les accepter. Pour laisser faire le temps et les entremises du pape, le couvent décide d'envoyer sur place une commission uomini saggi (hommes sages) d'exploration composée d'un membre de chaque langue. Cette commission fit un rapport désastreux au couvent : Tripoli, perdue dans les sables, n'était pas fortifiée ; Malte et Gozo étaient de très petites îles, manquant de ressources et d'eau avec une population réticente et dont seul avantage était l'existence de ports naturels bien protégés. Les chevaliers espagnols poussaient à l'installation et les chevaliers français refusaient de s’assujettir à l'ennemi de François 1er.
De plus, l'Ordre se trouve confronté à la convoitise des souverains ayant sur leurs territoires de riches prieurés hospitaliers. La succession du prieur de Crato éveille l’intérêt du roi du Portugal comme celle du prieuré d'Angleterre éveille la convoitise d'Henri VIII qui voudrait joindre les possessions hospitalières à son royaume. Toutes ces tentatives d'appropriation obligent L'Isle-Adam à se déplacer en France, en Espagne, au Portugal et en Angleterre pour défendre les droits de l'Ordre au prix de quelques concessions.
Si Clément VII sert d'intermédiaire à L'Isle-Adam pour des négociations avec Charles-Quint, le changement des alliances après la bataille de Pavie bloque toute avancée. De plus, les Hospitaliers se trouvent dans l'obligation de défendre le couvent de Viterbe face aux lansquenets que Charles-Quint lâche sur Rome (sac de Rome). C'est pourtant dans ce contexte d'incertitude que le couvent général accepte le 19 mai 1527 de prendre possession de Malte.

### Corneto
La période n'est pas favorable aux Hospitaliers qui essayent de prendre de la distance avec les évènements, qui tout en gardant Viterbe, se déplacent à Corneto en juin 1527.

### Villefranche-sur-Mer
Les Hospitaliers se déplacent dans les États de Savoie à Villefranche-sur-Mer en octobre 1527.

### Nice
Ensuite, les Hospitaliers partent pour Nice en novembre 1527.

### Augusta
Ils se déplacent de nouveau à Augusta en août 1529.

### Syracuse
Les Hospitaliers se rendent ensuite à Syracuse en octobre 1529 pour se rapprocher de Malte montrant ainsi leur volonté de terminer leur errance.

## Arrivée à Malte
Avec le traité de Barcelone en juin 1529 et la paix des Dames en août 1529, les liens sont renoués entre les protagonistes et le pape intercède de nouveau auprès de Charles-Quint qui, face aux avancées ottomanes (Alger est conquis par Khayr ad-Din Barberousse en 1529), finira par concéder le 24 mars 1530 en signant l'acte de Castel Franco l'archipel maltais et Tripoli aux Hospitaliers de l'ordre de Saint-Jean de Jérusalem. Les représentants des Hospitaliers signent l'accord le 25 avril 1530 et le pape ratifie le 7 mai 1530.
Malgré les défauts qu'ils trouvent à Malte : la petitesse des îles, le manque de ressources agricoles et d'eau, les réticences de la population ; les Hospitaliers acceptent restant ainsi aux avant-postes de la Chrétienté et entretenant l'espoir de reprendre pied à Rhodes. Rapidement cet espoir tombera et les Hospitaliers pensent plutôt développer leur implantation de Tripoli. À Malte, ils s'installent non pas au centre de l'île, dans l'ancienne capitale des Arabes, Medina, mais au plus près du port, à Borgho (Il-Birgu) protégé par le Castrum maris (fort Saint-Ange). Ce n'est qu'à partir de la perte de Tripoli en 1551 que les Hospitaliers renoncent définitivement à un retour en Orient. En 1551/1552, le grand maître hospitalier Juan de Homedes met l'île en défense, il fait construire le fort Saint-Elme et le fort Saint-Michel.

## Sources
- (en) Thomas Freller, Malta, the Order of St John, MidseaBooks, Malta, 2010
- Bertrand Galimard Flavigny, Histoire de l'ordre de Malte, Perrin, Paris, 2006
- Simon Merciaca, Les Chevaliers de Saint-Jean à Malte, Bonechi, Florence, 2008
- (en) Pawlu Mizi, The Grand Masters of Malte, Heritage Books, Malta, 2000